# Christian Emil zu Rantzau
Graf Christian Emil zu Rantzau, auch Christian Æmil Rantzau (* 18. Februar 1716 in Rastorf; † 28. Mai 1777 in Preetz) war ein holsteinischer Gutsherr, Offizier und Hofbeamter in dänischen Diensten.

## Leben
Christian Emil zu Rantzau entstammte dem holsteinischen Uradelsgeschlecht (Equites Originarii) Rantzau. Er war Sohn von Christian zu Rantzau auf Rastorf (1683–1729) und dessen Ehefrau Charlotte Amalia, geb. von Rantzau (1692–1769), einer Tochter des Generals Jørgen Rantzau.
Nach Eintritt in die dänische Armee durchlief er die Offizierslaufbahn und stieg bis 1742 zum Major auf. 1747 ernannte ihn König Friedrich V. zu seinem Generaladjutanten. 1750 wurde er Oberst. Bei seinem Abschied 1759 erhielt er den Charakter Generalmajor. 1768 wurde er Oberhofmeister bei der Königinmutter Sophie Magdalene. 1774 erwarb er das Gut Ascheberg von seinem nach der Struensee-Affäre in Ungnade gefallenen Vetter Schack Carl von Rantzau.
1771 heiratete er die sehr viel jüngere Anna Sabine, geb. von Buchwaldt (* 26. Oktober 1750 in Gudumlund, Himmerland; † 6. Januar 1829 in Osterholz, Schloss Breitenburg), eine Tochter von Peter Matthias von Buchwaldt (1717–1753) und Idalia Ilsabe, geb. von Bassewitz (1729–1806). Die Söhne des Paares waren Christian Detlev Karl zu Rantzau (1772–1812) und Carl Emil zu Rantzau (1775–1857). Auf Gut Rastorf hat sich ein wohl in seinem Todesjahr entstandenes Porträt von Christian Emil zu Rantzau und seiner Familie erhalten.

## Erinnerung
Rantzaus junge Witwe setzte ihm im Garten von Rastorf ein Denkmal in Form einer Grotte und eines Obelisken, den Johannes Wiedewelt gestaltete. Die Inschrift preist Rantzau, den edelsten Gemahl im Stil der Empfindsamkeit.

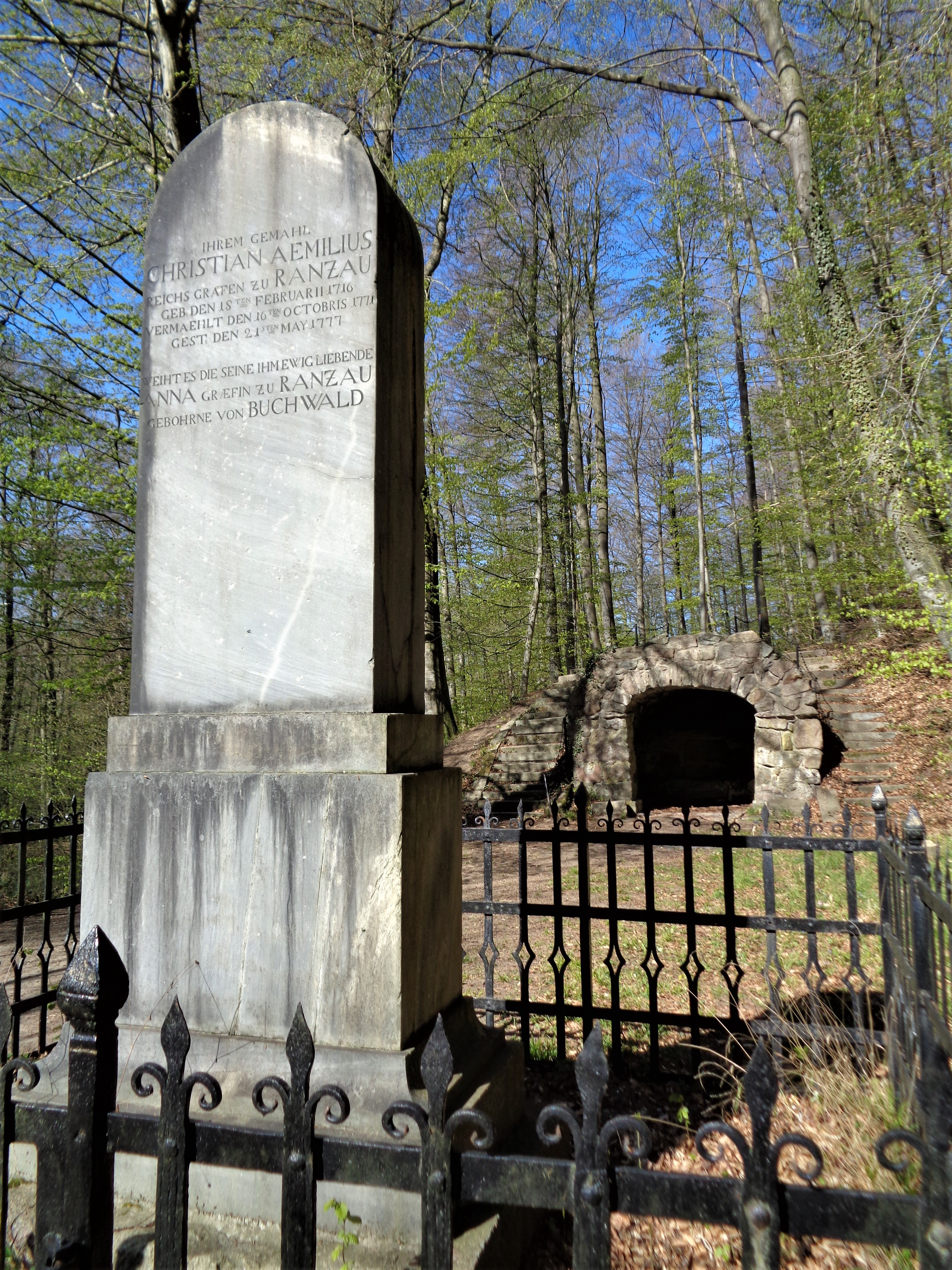
Gedenkstein auf Gut Rastorf
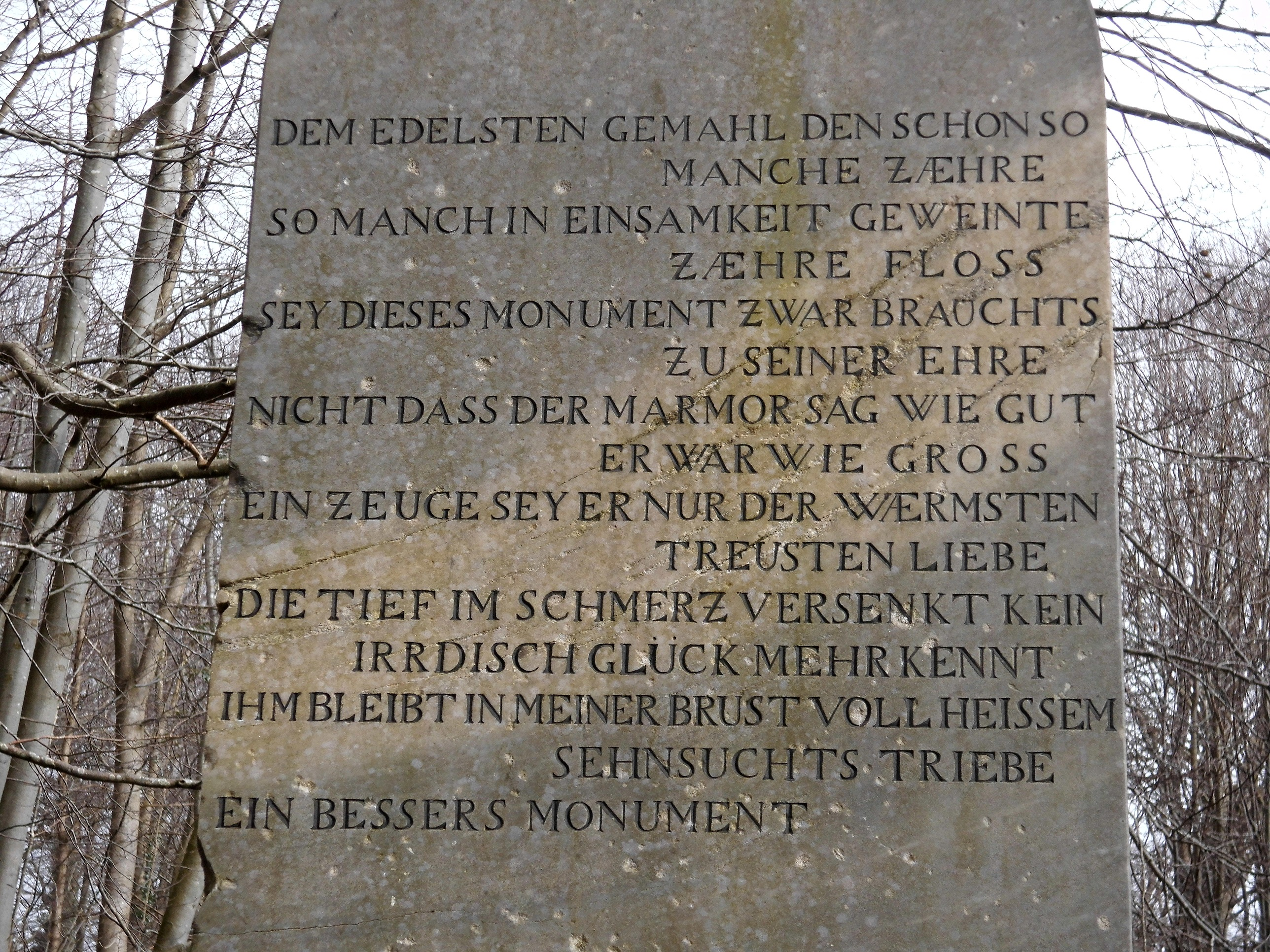
Inschrift

## Auszeichnungen
- Königlich dänischer Kammerherr (28. November 1742)
- Dannebrogorden, Ritter (1760)
- Ordre de l’union parfaite (1767)
- Titel Geheimrat (1770)